# Povel (Olmütz)
Povel (deutsch Powel) ist ein Ortsteil im Süden von Olomouc (Olmütz) in Tschechien mit etwa 9.000 Einwohnern.

## Geschichte
Die dortige ehemals große deutsche Minderheit wurde nach dem Zweiten Weltkrieg vertrieben. Im Jahr 2001 hatte der Ortsteil 8917 Einwohner.

## Ortsgliederung
Povel besteht aus den Grundsiedlungseinheiten Heyrovského, Jihoslovanská, Povel-jih, Schweitzerova und U rybníka.
Der Ortsteil bildet einen Katastralbezirk.